# جون ماثر (لاعب كريكت)
جون ماثر (بالإنجليزية: John Mather)‏ (19 نوفمبر 1821 في المملكة المتحدة - 4 أغسطس 1870 في تشيلي) هو لاعب كريكت أسترالي. لعب مع فريق فكتوريا للكريكت.

## وصلات خارجية
- جون ماثر على موقع إي آس بي آن كريك إنفو (الإنجليزية)